# Palazzo Mondragone
Palazzo Mondragone si trova a Firenze in via dei Banchi 4, angolo via del Giglio.

## Storia

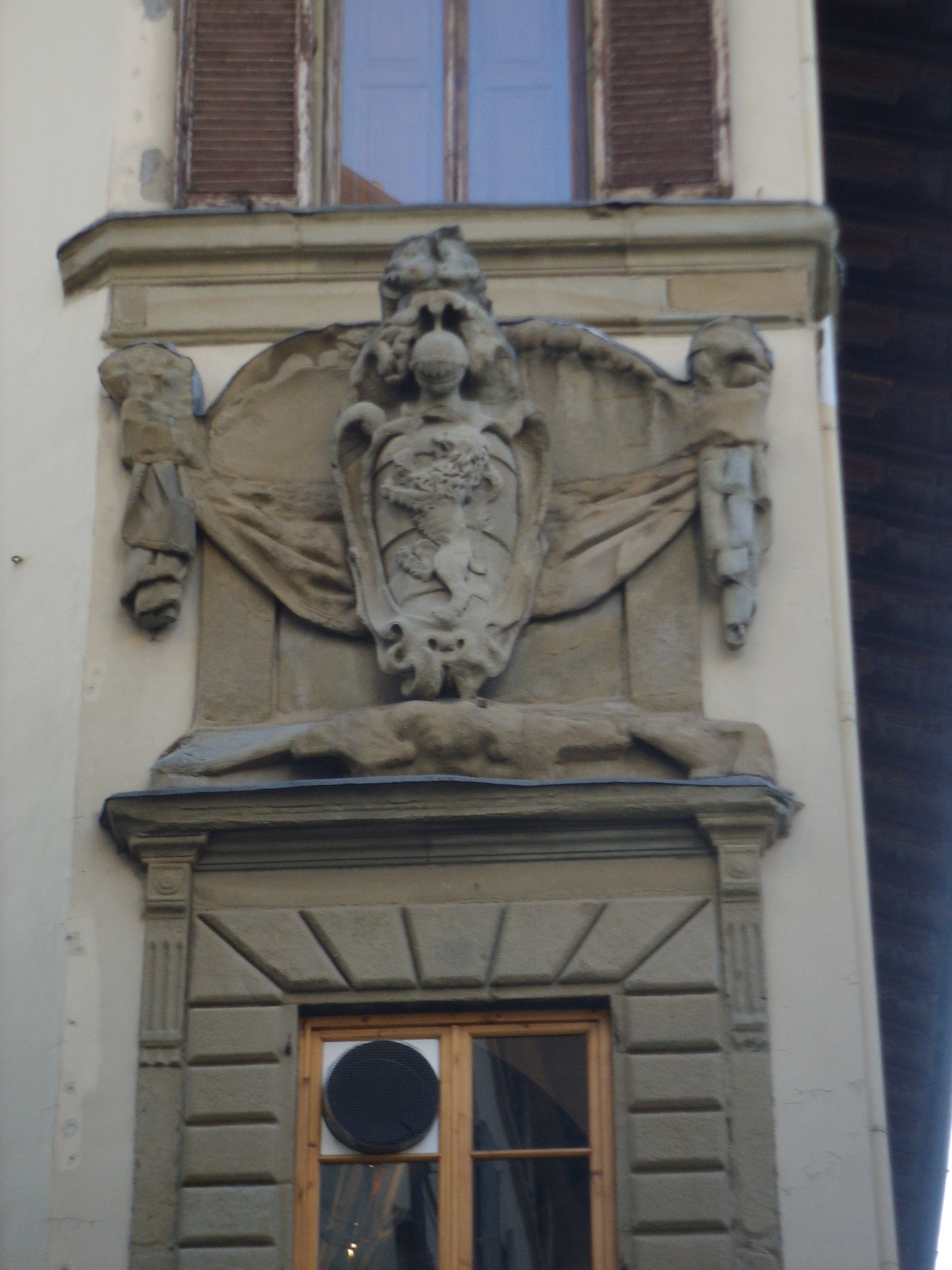
Lo stemma

Il palazzo deve il nome al marchese di Mondragone Flavio di Arrazola, della nobiltà napoletana, che si stabilì a Firenze prendendo in affitto una casa in questo sito, di proprietà dei Ricasoli. Nel 1570 acquistò il palazzo e lo fece trasformare da Bartolomeo Ammannati in un vero e proprio palazzo.
Flavio Mondragone era molto vicino a Francesco I de' Medici, avendolo istruito da fanciullo su incarico di Cosimo I, e pare che sua moglie Donna Mondragone avesse favorito gli incontri tra lui e la nobile veneziana Bianca Cappello, anche se le circostanze ci sono ignote. In questo palazzo i Mondragone tenevano l'Adorazione dei Magi di Sandro Botticelli, proveniente da una cappella da loro acquistata in Santa Maria Novella.
Più anticamente in questo sito avevano alcune loro case i Tornabuoni, radunate in un unico edificio dai Cini, i quali l'avevano ceduto, a metà del Cinquecento, ai Ricasoli. Venuta meno la protezione di Francesco I, con addirittura l'accusa di tradimento e il sequestro dei beni, i Mondagrone se ne andarono da Firenze e vendettero il loro palazzo ad un Carnesecchi, il banchiere Zanobi di Bartolomeo, per 7000 ducati.
La facciata principale del palazzo si trova su via dei Banchi, con un grande stemma dei Ricasoli sulla cantonata che guarda verso piazza Santa Maria Novella. Lo stemma venne sostituito a quello dei Mondragone nonostante la famiglia non fosse più proprietaria del palazzo per una sorta di damnatio memoriae verso Bianca Cappello e i suoi sostenitori voluta da Ferdinando I de' Medici.
Il palazzo ha in seguito cambiato numerosi proprietari ed oggi è un condominio.

## Opere già in palazzo Mondragone
- Sandro Botticelli, Adorazione dei Magi (1475 circa)